# Galiano Island Indian Reserve 9
Galiano Island Indian Reserve 9 (franska: Réserve indienne Galiano Island 9) är ett reservat i Kanada.   Det ligger i provinsen British Columbia, i den sydvästra delen av landet, 3 600 km väster om huvudstaden Ottawa.